# Yelena Belova (comics)
Pour les articles homonymes, voir Elena Belova et Veuve noire (homonymie).
Yelena Belova (en russe : Елена Белова) est un personnage de fiction évoluant dans l'univers Marvel de la maison d'édition Marvel Comics. Créée par le scénariste Devin K. Grayson et du dessinateur J. G. Jones, elle apparait pour la première fois dans le comic book Inhumans #5 en mars 1999. Elle succède à Natasha Romanoff comme Veuve noire (Black Widow en version originale).
Au cinéma, Yelena Belova est incarnée par l'actrice Florence Pugh dans Black Widow (2021). Elle revient notamment dans la mini-série Hawkeye (2021) et le film Thunderbolts* (2025).

## Historique de publication
Yelena Belova est apparue pour la première fois sous forme d'esquisse dans Marvel Knights: Wave 2 Sketchbook #1 (janvier 1998) de Devin K. Grayson et J. G. Jones. Elle apparait ensuite dans Inhumans (Vol. 2) #5 en mars 1999, écrit par Paul Jenkins et le dessinateur Jae Lee. De manière plus conséquente, elle est présente dans la mini-série Black Widow (1999) de Grayson et Jones, dans le cadre du label Marvel Knights. Le personnage est ensuite officiellement présenté comme la deuxième incarnation de la Veuve noire, après Natasha Romanoff, devenue sa rivale.
Belova apparait aux côtés de Natasha  et Daredevil dans une deuxième mini-série, intitulée Black Widow, publiée en 2001). L'année suivante, elle obtient sa  mini-série solo de trois numéros, Black Widow: Pale Little Spider (2002), par le scénariste Greg Rucka et du dessinateur Igor Kordey, sous le label Max ; dans laquelle il est établi qu'elle est asexuelle,,,,.

## Pouvoirs, capacités et équipement
Yelana Belova est une espionne et une assassine entraînée avec une formation approfondie au combat au corps à corps, en gymnastique et en arts martiaux. Elle a souvent été décrite comme étant en condition athlétique optimale.
En tant que Super-Adaptoïde, elle pouvait imiter les capacités d'autres super-héros et absorber le pouvoir de ceux qui l'entouraient,,.

## Apparitions dans d'autres médias
Sauf indication contraire, les informations mentionnées dans cette section peuvent être confirmées par la base de données cinématographiques IMDb,  présente dans la section « Liens externes ».

### Univers cinématographique Marvel

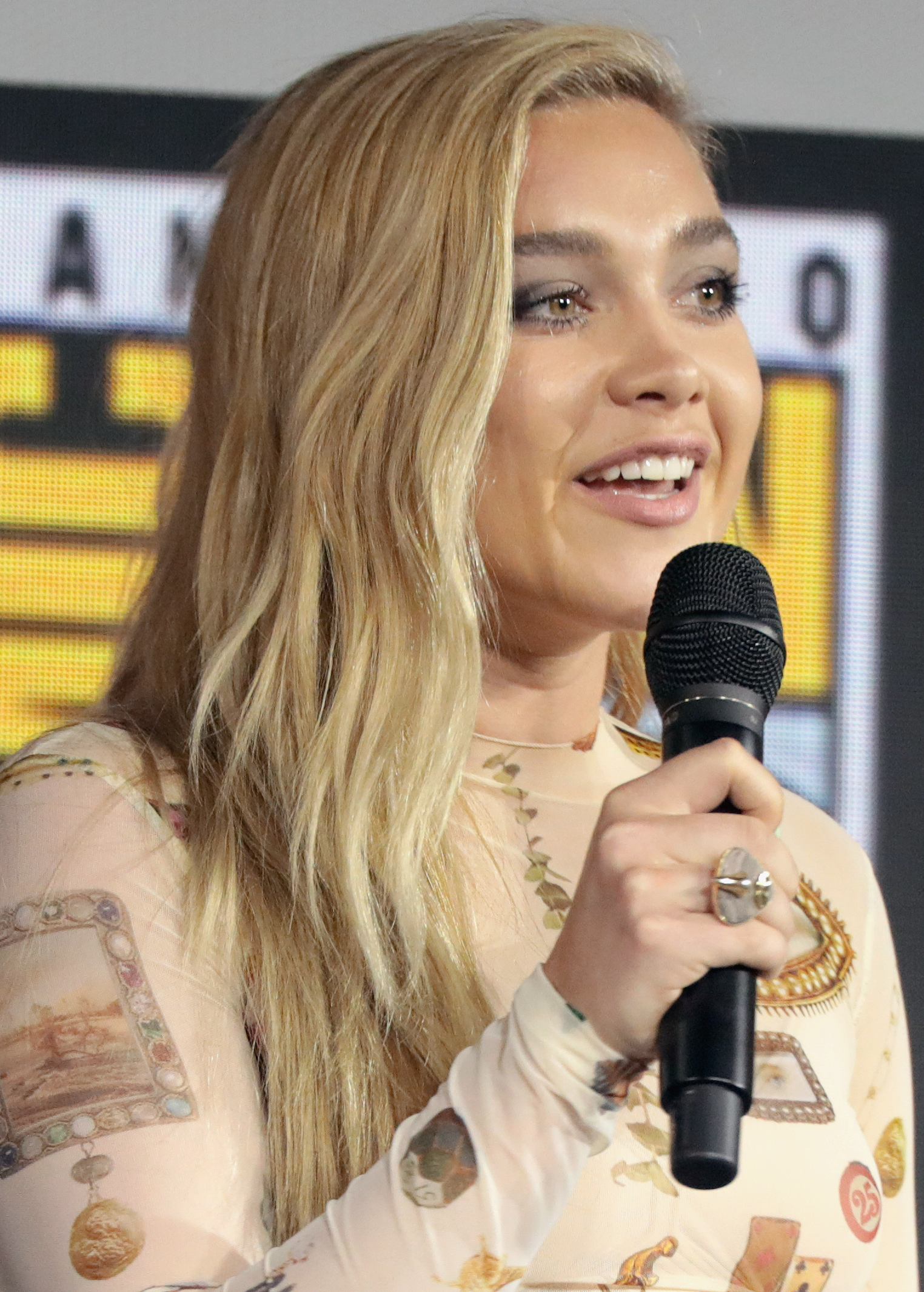
Dans l'univers cinématographique Marvel, Florence Pugh incarne Yelena Belova

Deux versions de la Veuve noire apparaissent dans l'univers cinématographique Marvel. Tout d'abord Natasha Romanoff, incarnée par Scarlett Johansson, introduite dans Iron Man 2 en 2010. Yelena Belova, interprétée par Florence Pugh, est introduite avec Black Widow en 2021.
- 2021 : Black Widow réalisé par Cate Shortland

Yelena Belova se bat aux côtés de Natasha afin de détruire la Chambre Rouge. Après la mort de sa sœur de cœur, elle se recueille auprès de sa tombe, mais elle est abordée par Valentina Allegra de Fontaine, qui lui indique sa prochaine cible : Clint Barton, qu'elle désigne être responsable de la mort de Natasha sur la planète Vormir.
- 2021 : Hawkeye (série télévisée)

Comme vu dans la séquence post-générique du film Black Widow, la comtesse Valentina de Fontaine a lancé Yelena Belova aux trousses de Clint Barton, en lui indiquant faussement qu'il était le responsable de la mort de Natasha Romanoff. Belova fait son entrée dans l'action au cours du quatrième épisode de la série. Elle le pourchasse pour l'assassiner, mais finalement, dans le dernier épisode, après qu'ils se sont battus, Clint parvient à la convaincre de la vérité, le sacrifice de Natasha sur la planète Volmir pour « sauver le monde », et ils repartent quittes.
- 2025 : Thunderbolts* réalisé par Jake Schreier

Yelena travaille sous les ordres de Valentina de Fontaine. Elle n'effectue que des missions non officielles. La comtesse lui fait miroiter un avenir mais tente de se débarrasser d'elle et d'autres agents gênants, dont Fantôme, U.S. Agent et un cobaye du projet Sentry, Bob. Ils vont finir par s'allier pour affronter la comtesse. Avec l'aide de son père adoptif Alexei Shostakov et Bucky Barnes, ils forment les Thunderbolts, dont le nom est un hommage à l'ancienne équipe de football d'enfance de Yelena.
- 2026 : Avengers: Doomsday réalisé par Anthony et Joe Russo

### Télévision
Entre 2016 et 2019, Yelena Belova apparait dans cinq épisodes de la série d'animation Avengers Rassemblement, doublée en anglais par Julie Nathanson. Cette version est la seconde incarnation de la Veuve Noire après que le Baron Strucker ait réactivé le programme de la Chambre Rouge et se soit autoproclamée rivale de Natasha Romanoff. Yelena Belova se rebaptise plus tard la Crimson Widow (« Veuve Écarlate ») alors qu'elle travaille pour HYDRA.

### Jeux vidéo
- Le costume de la Veuve noire de Yelena Belova apparait comme skin alternatif de Natasha Romanoff dans Marvel: Ultimate Alliance, Marvel Heroes et Marvel Ultimate Alliance 3: The Black Order[20],[21].
- Yelena Belova apparait dans The Punisher: No Mercy (2009), comme agent du SHIELD.
- Yelena Belova / Dark Widow est présente en mini-boss dans Marvel Avengers Alliance (en)[22]
- Yelena Belova apparaît comme un mini-boss et personnage jouable à débloquer dans Marvel Puzzle Quest[23], avec une mise à jour visuelle sur son incarnation de l'univers cinématographique Marvel[24].
- Yelena Belova est jouable dans Marvel : Tournoi des champions (2014) et Marvel: Future Fight.

### Autres
Elle apparait dans la série de podcasts Marvel's Wastelanders, avec la voix d'Eva Amurri.